# Haliclona fragilis
Haliclona fragilis är en svampdjursart som först beskrevs av Vacelet, Vasseur och Claude Lévi 1976.  Haliclona fragilis ingår i släktet Haliclona och familjen Chalinidae.
Artens utbredningsområde är Madagaskar. Inga underarter finns listade i Catalogue of Life.